# FC Barcelona B
Az FC Barcelona B, 2008-ig FC Barcelona Atlètic egy katalán labdarúgócsapat. A klubot 1970-ben alapították két másik csapat, a CD Condal és az Atlètic Catalunya egyesítésével. Jelenleg a harmadosztályban szerepel.

## Története

### SD España Industrial
A csapat elődjét, a Societat Esportiva Industrial Espanyát 1934. augusztus 1-jén alapították, az azonos nevű gyár csapataként. A csapat meze függőlegesen kék-fehér csíkos fölső volt. A gyár tulajdonosa Josep Antoni de Albert volt, aki később az FC Barcelona elnöke is lett. Az ő elnöksége alatt vált az egyesület a Barcelona tartalékcsapatává. Mérkőzéseit a Camp de les Corts-ban játszotta. A gárda 1950-ig regionális bajnokságokban játszott, majd 1950-ben a harmadosztályba, 1952-ben pedig a másodosztályba is feljutott. 1953-ban második helyen végzett másodosztálybeli csoportjában, azonban mivel a Barca tartalékcsapata volt, nem juthatott fel az első osztályba.

### CD Condal
Miután az egyesület 1956-ban újabb másodosztálybeli rájátszást nyert meg, függetlenedett a Barcelonától, a neve pedig CD Condal lett. Bár feljutott az első osztályba, ott mindössze egy szezont élt túl, majd kiesett. 1958-ban ismét csatlakozott a Barcelonához, mezszíne pedig az első csapatnál megszokott blaugrana (gránátvörös-kék) lett.

### Barcelona Atlètic
1970-ben az akkori elnök, Antoní Moral úgy döntött, egyesíti a Condalt egy másik csapattal, az Atlètic Catalunyával. Az egyesület új neve Barcelona Atlètic lett. Az Atlètic Catalunya három másik klub, az UE Catalunya de les Corts (1918), a Catalunya SC és a CD Fabra Coats (mindkettő 1926) egyesítésével jött létre 1965-ben.

### La Masia
1979-ben a Barcelona létrehozta a La Masiát, mint az utánpótlás központját. Több olyan játékos fordult már meg itt, akik vagy a Barcelona első csapatában (például Pep Guardiola, Sergi Barjuán, Carles Puyol vagy Lionel Messi), vagy más neves csapatokban (Pepe Reina – AC Milan, Cesc Fàbregas – AS Monaco) játszanak.

## Keret
2018. augusztus 31. szerint.
| # |     | Poszt | Név            |
| - | --- | ----- | -------------- |
| — | MNE | K     | Lazar Carević  |
| — | ESP | K     | Jokin Ezkieta  |
| — | ESP | K     | Iñaki Peña     |
| — | URU | V     | Ronald Araújo  |
| — | ESP | V     | Chumi          |
| — | ESP | V     | Jorge Cuenca   |
| — | ESP | V     | Óscar Mingueza |
| — | ESP | V     | Guillem Jaime  |
| — | ESP | V     | Juan Miranda   |
| — | ESP | V     | Dani Morer     |
| — | SEN | V     | Moussa Wagué   |

| # |     | Poszt | Név               |
| - | --- | ----- | ----------------- |
| — | ESP | KP    | Oriol Busquets    |
| — | ESP | KP    | Álex Collado      |
| — | ENG | KP    | Marcus McGuane    |
| — | ESP | KP    | Monchu            |
| — | ESP | KP    | Riqui Puig        |
| — | ESP | KP    | Ferrán Sarsanedas |
| — | ESP | KP    | Carles Pérez      |
| — | ECU | KP    | Kike Saveiro      |
| — | CAN | KP    | Ballou Tabla      |
| — | ESP | CS    | Rafa Mújica       |
| — | ESP | CS    | Abel Ruiz         |

## Statisztika
| Szezon  | Osztály    | Poz. | Copa del Rey |
| ------- | ---------- | ---- | ------------ |
| 1970/71 | 3ª         | 4.   |              |
| 1971/72 | 3ª         | 19.  |              |
| 1972/73 | Regionális | —    |              |
| 1973/74 | 3ª         | 1.   |              |
| 1974/75 | 2ª         | 10.  |              |
| 1975/76 | 2ª         | 6.   |              |
| 1976/77 | 2ª         | 20.  |              |
| 1977/78 | 2ªB        | 5.   |              |
| 1978/79 | 2ªB        | 4.   |              |
| 1979/80 | 2ªB        | 14.  |              |
| 1980/81 | 2ªB        | 3.   |              |
| 1981/82 | 2ªB        | 1.   |              |
| 1982/83 | 2ª         | 11.  |              |
| 1983/84 | 2ª         | 7.   |              |
| 1984/85 | 2ª         | 9.   |              |
| 1985/86 | 2ª         | 13.  |              |
| 1986/87 | 2ª         | 1.   |              |
| 1987/88 | 2ª         | 8.   |              |
| 1988/89 | 2ª         | 17.  |              |
| 1989/90 | 2ªB        | 2.   |              |

| Szezon  | Osztály | Pozíció | Copa del Rey |
| ------- | ------- | ------- | ------------ |
| 1990/91 | 2ªB     | 1.      |              |
| 1991/92 | 2ª      | 6.      |              |
| 1992/93 | 2ª      | 8.      |              |
| 1993/94 | 2ª      | 8.      |              |
| 1994/95 | 2ª      | 6.      |              |
| 1995/96 | 2ª      | 14.     |              |
| 1996/97 | 2ª      | 19.     |              |
| 1997/98 | 2ªB     | 1.      |              |
| 1998/99 | 2ª      | 20.     |              |
| 1999/00 | 2ªB     | 11.     |              |
| 2000/01 | 2ªB     | 9.      |              |
| 2001/02 | 2ªB     | 1.      |              |
| 2002/03 | 2ªB     | 2.      |              |
| 2003/04 | 2ªB     | 8.      |              |
| 2004/05 | 2ªB     | 11.     |              |
| 2005/06 | 2ªB     | 6.      |              |
| 2006/07 | 2ªB     | 19.     |              |
| 2007/08 | 3ª      | 1.      |              |
| 2008/09 | 2ªB     | 5.      |              |
| 2009/10 | 2ªB     | 2.      |              |
| 2010/11 | 2ª      | 3.      |              |

## Ismertebb játékosok
| - Jesús Lucendo - Marc Bernaus - Lionel Messi - Luciano Becchio - Srđan Pecelj - Thiago Motta - Patrick Suffo - Goran Vučević - Georg Hanke - Ronnie Ekelund - Ludovic Sylvestre - Stephen Tetteh - Anestis Anastasiadis - Vincze Ottó - Thaer Bawab - Giovani dos Santos - Santiago Fernández - Moha - Jordi Cruyff - Haruna Babangida - Samuel Okunowo - Igor Kornyejev - Goran Drulić - Goran Marić - Steve Archibald - Dagoberto Moll - Abraham González - Albert Celades - Andrés Iniesta - Albert Dorca - Albert Jorquera - Albert Luque - Albert Ferrer - Alberto Botía - Alberto Manga | - Andrea Orlandi - Antonio Hidalgo - Antonio Olmo - Antonio Pinilla - Arnau Riera - Bojan Krkić - Carles Busquets - Carles Puyol - Carlos Muñoz - Carlos Peña - Cesc Fàbregas - Carles Rexach - Chico - Cristian Hidalgo - Cristóbal Parralo - Damià Abella - Dani Fernández - Dani Fragoso - Dani Tortolero - Daniel Güiza - David Bermudo - David Casablanca - David García - David Sánchez - Dimas Delgado - Felip Ortiz - Felipe Sanchón - Fernando Navarro - Ferran Olivella - Fran Mérida - Francisco Carrasco - Francisco Rufete - Francesc Arnau - Gabri García - Gerard Piqué | - Gerard López - Guillermo Amor - Iván Cuadrado - Iván de la Peña - Ismael López - Javi Moreno - Javito - Jeffrén Suárez - Jesús Olmo - Jesús Tato - Joan Verdú - Jofre Mateu - Josep Fusté - José Manuel Reina - Jordi Ferrón - Jordi Gómez - Jordi López - Josep Guardiola - Julio Rouget - Juanjo Carricondo - Luis García - Luis Suárez - Luis Milla - Lluís Carreras - Lluís Sastre - Marc Crosas - Marc Valiente - Marià Gonzalvo - Mario Rosas - Martín Vergés - Manuel Sanchís - Mikel Arteta - Miguel Ángel - Nano - Nakor Bueno | - Nayim - Oleguer Presas - Óscar López - Óscar Engonga - Óscar García - Óscar Arpón - Paco Clos - Paqui - Quique Álvarez - Quique Martín - Ramón Calderé - Ramón Ros - Roberto Trashorras - Rodri - Rodri II - Roger García - Rubén Martínez - Salvador García - Sergi Barjuán - Sergi López - Sergio Busquets - Sergio Santamaría - Sergio García - Sígfrid Gràcia - Thomas Christiansen - Toni Calvo - Toni Moral - Toni Velamazán - Urko Pardo - Víctor Sánchez - Víctor Valdés - Xavi - Xavi Moro - Xavi Torres |

## Ismertebb edzők
- Josep Guardiola (2007-08)
- Juande Ramos (1996-97)
- Carles Rexach (1981-87)
- ESP Luis Enrique (2008-11)

## Külső hivatkozások
- FC Barcelona B a klub hivatalos weboldalán
- FC Barcelona UK Penya